# Acanthopagrus butcheri
Acanthopagrus butcheri är en fiskart som först beskrevs av Munro, 1949. Den ingår i släktet Acanthopagrus och familjen havsrudefiskar. Inga underarter finns listade i Catalogue of Life.

## Beskrivning
Acanthopagrus butcheri har en hög, oval kroppsform, lång ryggfena med 10 – 13 taggstrålar och 10 – 13 mjukstrålar samt en analfena med 3 taggstrålar och 8 – 10 mjukstrålar. Kroppsfärgen är variabel, och kroppens övre del varierar från silverfärgat över gulbrunt, bronsfärgat, grönt eller svart. Buken, tillsammans med käken är vanligtvis vita. Fenorna är mörka till grönaktigt svarta. Som mest kan fisken bli 60 cm lång och väga 4 kg, men är oftast mindre.

## Ekologi
Arten finns främst i flodmynningar och flodernas tidvattenområden. Den kan även förekomma i kustnära havsvatten, framför allt i samband med tidvatten, och det händer att den går upp i rent sötvatten, men den är framför allt en brackvattenart. Den söker gärna skydd under eroderade flodstränder och bland sjunkna trädstammar i hålor på upptill 25 meters  djup.
Födan består av musslor, kräftdjur, maskar och alger.

### Fortplantning
Lektiden varierar betydligt från flodområde till flodområde; leken sker nämligen uppströms i lugna, skyddade vatten. Larver och yngel håller till vid grunda, sjögräsklädda bottnar i flodernas tidvattensområden.

## Utbredning
Arten finns i Indiska oceanens och Stilla havets södra delar vid södra Australien, inklusive Tasmanien och Kangaroo Island.

## Kommersiell användning
Acanthopagrus butcheri anses vara en läcker matfisk och är föremål för ett kommersiellt fiske. Den är även en populär sportfisk.